# Pfarrkirche Puchenau

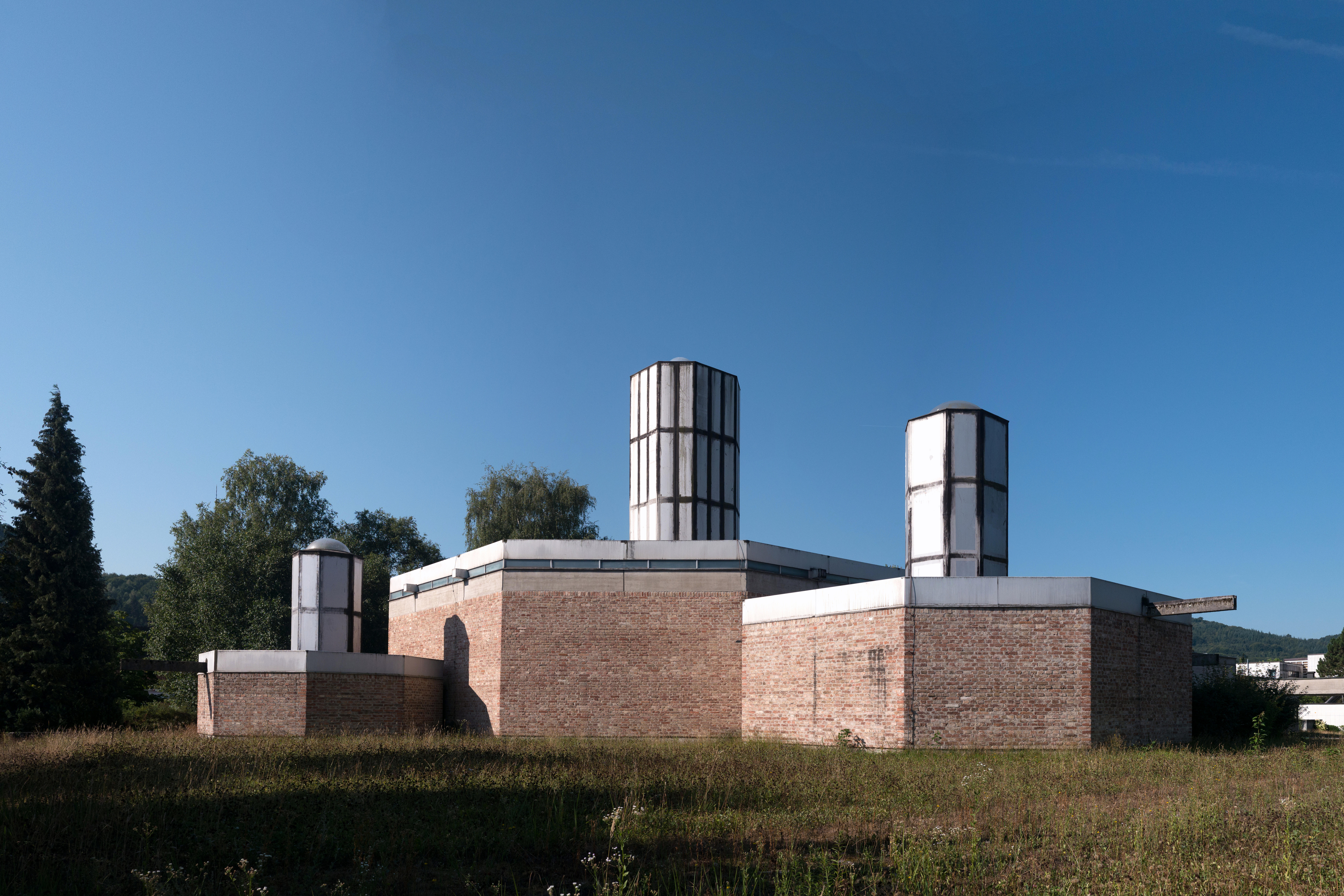
Kath. Pfarrkirche hl. Andreas in Puchenau

Die Pfarrkirche Puchenau – auch Neue Pfarrkirche Puchenau – steht in der Gemeinde Puchenau im Bezirk Urfahr-Umgebung bei Linz in Oberösterreich. Die römisch-katholische Pfarrkirche hl. Andreas gehört zum Dekanat Ottensheim in der Diözese Linz. Die Kirche steht unter Denkmalschutz.

## Geschichte
Urkundlich wurde 827 eine Kirche mit Casa Dei ad pochinauua genannt. Ein eigener Pfarrer wurde urkundlich 1321 genannt. Das Patrozinium hl. Andreas wurde 1497 urkundlich genannt. Das Kirchenlehen ging vom Bistum Freising an die Puchheimer und 1348 an den Landesfürsten, war von 1383 bis 1461 bei den Schaunbergern, von 1461 bis 1593 bei den Liechtensteinern und von 1593 bis 1625 bei den Jörgern. Danach wurde die Pfarre dem Stift Wilhering inkorporiert und von Zisterzienserpatres betreut. Die Inkorporation wurde 1714 vom Bischof von Passau anerkannt.
Nachdem die alte Pfarrkirche am Donauufer für die gewachsene Gemeinde nicht mehr ausreichte, begannen in den 1960er Jahren die Planungen für den Neubau einige hundert Meter weiter nördlich. Die alte Kirche wird heute als Friedhofskirche genutzt.
Die Neue Pfarrkirche Puchenau wurde 1975/1976 nach den Plänen des Architekten Roland Rainer erbaut und am 3. Oktober 1976 von Bischof Franz Zauner geweiht.

## Architektur
Die Gesamtanlage besteht aus der Neuen Pfarrkirche und der Alten Pfarrkirche (heute Friedhofskirche), dem Pfarrsaal, Jugendräumen und Kindergarten, dem Pfarrhof und ein Friedhof am südöstlichen Ortsrand.
Der Kirchenneubau hat eine besondere Stellung im Werk Roland Rainers. Er reflektierte historische Vorbilder armenischer Zentralraumkirchen, wie auch die Basilius-Kathedrale in Moskau oder die Aachener Pfalzkapelle mit der Intention eines universalen Historismus.
Es gibt drei unterschiedlich große und unterschiedlich hohe oktogonale Zentralräume, welche von oben mit Lichttürmen beleuchtet sind. An das große Oktogon als Hauptraum schließt östlich das kleine Oktogon als Taufkapelle an und nördlich das mittlere Oktogon als Werktagskapelle. Die Wände zeigen sich ausschließlich durch die Farbe und Verlegung des Mauerwerks aus alten handgeschlagenen Ziegeln.
Im Kircheninneren sind die Kapellen mit dem Hauptraum verbunden, jeder Raum wirkt aber für sich selbst. Der Hauptraum hat eine oktogonale bzw. kreisförmige Treppung des Fußbodens muldenförmig zur Mitte, wo der Altartisch etwas nach Osten aus der Mitte abgerückt steht.

## Ausstattung
Die Einrichtungsgegenstände nach Entwürfen von Roland Rainer sind in weißem Marmor mit Vergoldungen gehalten. Den Tabernakel schufen Waltrud Viehböck und Arthur Viehböck. Ein spätbarockes Kruzifix wohl aus dem dritten Viertel des 18. Jahrhunderts ist in der Werktagskapelle. Der Kreuzweg aus Emailreliefs entstand 1978.
Die Orgel in einem Plexiglasgehäuse mit II. Manualen und 15 Registern baute die Oberösterreichische Orgelbauanstalt St. Florian (1982).